# Michael Baur
Michael Baur (Innsbruck, 1969. április 16. –) osztrák válogatott labdarúgó.
Az osztrák válogatott tagjaként részt vett az 1990-es világbajnokságon.

## Pályafutása

### Klubcsapatban
Michael Baur a Tirol Innsbruck csapatában kezdte pályafutását, amely csapatot két időszakban összesen tizenkét idényen át erősített. Négy bajnoki címet és egy hazai kupát nyert a csapattal, amelynek színeiben 372 bajnokin 41 gólt szerzett. hazáján kívül rövid ideig játszott Japánban az Urava Red Diamonds és Németországban a Hamburger SV csapatában. 34 éves korában aláírt a Pasching csapatához, amelyet négy szezonon át erősített, majd a LASK Linz csapatából vonult vissza 2009-ben.

### A válogatottban
Az osztrák válogatottban 1990-ben mutatkozott be Hollandia ellen, majd részt vett az 1990-es világbajnokságon is. 2002 októberében ugyancsak Hollandia ellen játszotta utolsó mérkőzését a válogatottban, amelyben 40 találkozón öt gólt szerzett.

### Edzőként
2014. május 7-én a Grödig vezetőedzője lett. 2012 és 2014 között a Red Bull Salzburg utánpótlásában dolgozott.

## Statisztika
| Osztrák válogatott | Osztrák válogatott | Osztrák válogatott |
| Időszak            | Mérk.              | gól                |
| ------------------ | ------------------ | ------------------ |
| 1990               | 2                  | 0                  |
| 1991               | 7                  | 0                  |
| 1992               | 7                  | 1                  |
| 1993               | 6                  | 1                  |
| 1994               | 1                  | 0                  |
| 1995               | 0                  | 0                  |
| 1996               | 0                  | 0                  |
| 1997               | 0                  | 0                  |
| 1998               | 0                  | 0                  |
| 1999               | 0                  | 0                  |
| 2000               | 2                  | 1                  |
| 2001               | 8                  | 2                  |
| 2002               | 7                  | 0                  |
| Összesen           | 40                 | 5                  |